# ابرار علوی
ابرار علوی (هندی: अबरार अलवी؛ ۱ ژوئیه ۱۹۲۷ – ۱۸ نوامبر ۲۰۰۹) کارگردان فیلم اهل هند بود. اکثر کارهای مشهور او در دههٔ ۱۹۵۰ و ۱۹۶۰ در کنار گورو دات بوده‌است.